# Selsoviet
Selsoviet (în limba rusă: сельсове́т, prescurtare de la се́льский сове́т), (tradus prin soviet/adunarea sătească), era nivelul administrativ de bază, un district rural în Uniunea Sovietică. După prăbușirea Uniunii Sovietice, această subdiviziune administrativă a fost păstrată în cele mai multe regiuni ale Federației Ruse. Selsovietul este subordonat din punct de vedere administrativ raionului.
Așezările mai mari, atât sătești cât și orășelele, aveau sovietele localității (поселко́вые сове́ты), aflate pe aceeași treaptă administrativă cu selsovietele.
Selsovietul era conceput ca o parte a sistemului de autoadministrare sătească. Selsovietul era condus de un Președinte al selsovietului (председатель сельсовета). În mod oficial, președintele autoguvernării sătești era ales de adunarea sătească, în mod practic însă, cel puțin dintr-un anumit moment al istoriei sovietice, președintele era numit de nivel raional sau chiar regional.
În perioada de început a Uniunii Sovietice, documentele de identitate ale sătenilor erau păstrate în biroul sovietului sătesc, locuitorii satului neavând permisiunea să se mute în afara localității fără aprobarea adunării locale.
În cazul adreselor poștale, menționarea selsovietului era obligatorie. Este specific pentru adresele poștale sovietice ordinea invesă de menționare a destinației:
БССР (RSS Belarusă),
Могилевская область (oblastia Moghilev),
Климовичский район (raionul Klimovici),
Савиничский сельсовет (selsovietul Savinici),
д. Городешня (satul Gorodeșnia)
ул. Ленинская (strada Lenin) (o stradă Lenin exista practic în fiecare așezare.)
Смычкову Дмитрию (pentru Smîcikov Dmitri)